# Abd al-Kadir ibn Ghajbi
Abd al-Kadir ibn Ghajbi al-Hafiz al-Maraghi (ur. ok. 1350 w Maraghe, zm. marzec 1435 w Heracie) – pieśniarz i muzykolog tworzący w języku perskim, ojciec Abd al-Aziza.

## Życiorys
Abd al-Kadir wywodził się z azerskiej rodziny śpiewaków z Maraghe. Z końcem XIV w. rozpoczął karierę śpiewaczą na dworach sułtanów Iraku. Przez pewien czas przebywał na dworze sułtana tureckiego, a następnie od ok. 1393 r. związany był z dworem Timura i jego syna Miranszaha. Działał również w Bagdadzie i Samarkandzie na dworach Chalila i Szahrucha. Jest autorem następujących prac z zakresu teorii estetyki muzyki: Dżami alalhan (Zbiór melodii, 1405), poświęconej omówieniu nauki o muzyce, jej istocie i miejscu w religii islamu oraz kulturze arabskiej i perskiej, Makasid al-alhan (Przeznaczenia melodii, 1418), dedykowanej wnukowi Timura, oraz Szarh al-adwar (Komentarz do księgi tonacji). Nie zachowała się jego praca Kanz al-alhan (Skarbiec melodii), na której autorytet powoływały się późniejsze pokolenia twórców i muzykologów świata arabskiego (nieznana jest jednak bliżej jej treść).

## Nagrania
- CD: Anwâr, on the Footsteps of Abdol Ghader Marâghî